# Cruelty Squad
Cruelty Squad — компьютерная игра в жанре тактический шутер от первого лица, разработанная и изданная финской студией Consumer Softproducts под руководством художника Вилле Каллио. Проект вышел в раннем доступе Steam 4 января 2021 года, окончательный релиз состоялся 15 июня того же года. Игрок берёт на себя роль убийцы, нанятого wetwork-компанией Cruelty Squad. Ему поручено выполнять секретные операции. Игра была описана разработчиками как «иммерсивный силовой фэнтезийный симулятор с элементами тактического стелса». Проект известен своим сюрреалистичным стилем, вдохновлённым LSD: Dream Emulator и Super Mario 64.

## Сюжет
Действие Cruelty Squad разворачивается в антиутопической корпоратократии, где компании обладают подавляющим влиянием на полицию и правительство. Технологические достижения позволяют людям возрождаться после смерти, тем самым обесценивая жизнь. Неизбирательные убийства — обычное дело, а вооружённая охрана — неотъемлемая часть практически каждого населённого пункта. Человеческие органы продаются на фондовом рынке, а инвазивные биологические имплантаты и аугментированные органы используются силами безопасности и убийцами.
Корпоративные заказные убийства отчасти осуществляются компанией по обеспечению безопасности Cruelty Squad, работающей под эгидой крупного конгломерата.
После увольнения из «Отряда смерти SEC» неназванному главному герою звонит его загадочный куратор, который предлагает ему работу на Cruelty Squad. Ему поручено убить несколько человек, вызвавших гнев «начальства» конгломерата, к которым относятся антикорпоративные политики, сектанты, коррумпированные полицейские, правонарушители и конкурирующие руководители.

## Игровой процесс
Персонаж выбирает оружие и снаряжение перед началом каждой из 19 миссий, представленных в игре. Cruelty Squad нелинейна, игрок сам волен выбирать каким образом проходить уровень. Потерянное во время боя здоровье можно восстановить, используя определённое снаряжение или съедая трупы. Хотя за убийство гражданских лиц во время миссии нет наказания, возможны бесшумные и нелетальные способы атаки. Вне миссий игрок может торговать человеческими органами и рыбой на динамичном фондовом рынке или исследовать свою штаб-квартиру.

## Разработка
До создания Cruelty Squad ведущий разработчик и художник Вилле Каллио делал комиксы и видеоарт, а также инсталляции и другие произведения для галерей. Среди известных музеев, которые выставляли его работы: Futura в Праге, Чехия и SIC в Хельсинки, Финляндия. Многие из его проектов содержат намёки на видеоигры, а некоторые стали прообразами Cruelty Squad. Каллио сказал, что его работа в галерее «никогда не казалась чем-то большим, чем просто странным хобби» и что это было похоже на «чёрную дыру без будущего», заявив, что переход к разработке игр казался разумным, поскольку его предыдущие произведения была сильно вдохновлены  видеоиграми.

## Отзывы
| Сводный рейтинг    | Сводный рейтинг |
| Агрегатор          | Оценка          |
| ------------------ | --------------- |
| Metacritic         | 89/100          |
| Иноязычные издания |                 |
| Издание            | Оценка          |
| Destructoid        | 7,5/10          |
| PC Gamer (US)      | 93/100          |

Cruelty Squad получила положительные отзывы. Джеймс Брод из Third Coast Review охарактеризовал игру как «более ужасную, чем Hotline Miami» и рекомендовал её поклонникам «тактических шутеров старой школы». Издание NME назвало Cruelty Squad «самой захватывающей игрой года». Грэм Смит из Rock Paper Shotgun назвал визуальную часть проекта «сенсорно-агрессивной». Джеймс Дэвенпорт в обзоре для PC Gamer назвал Cruelty Squad «каким-то первоклассным экзистенциальным ужасом».
В июне 2021 года главный герой Cruelty Squad был добавлен в игру Brigador в качестве игрового персонажа под именем MT Foxtrot.